# Handball-Europameisterschaft 2008/Deutschland
In diesem Artikel wird die deutsche Männer-Handballnationalmannschaft bei der Europameisterschaft 2008 in Norwegen behandelt.

## Qualifikation
→ Siehe Handball-Europameisterschaft 2008 

## Mannschaft

### Kader
| Nr.                           | Name                          | Verein                        | LS/Tore (vor EM)              | Spiele                        | Tore                          |                               | Zeitstrafen                   |                               |
| Torhüter (% gehaltener Bälle) | Torhüter (% gehaltener Bälle) | Torhüter (% gehaltener Bälle) | Torhüter (% gehaltener Bälle) | Torhüter (% gehaltener Bälle) | Torhüter (% gehaltener Bälle) | Torhüter (% gehaltener Bälle) | Torhüter (% gehaltener Bälle) | Torhüter (% gehaltener Bälle) |
| ----------------------------- | ----------------------------- | ----------------------------- | ----------------------------- | ----------------------------- | ----------------------------- | ----------------------------- | ----------------------------- | ----------------------------- |
| 1                             | Henning Fritz                 | Rhein-Neckar Löwen            | 217 / 0                       | 8                             | (27 %)                        | -                             | -                             | -                             |
| 12                            | Johannes Bitter               | HSV Hamburg                   | 78 / 2                        | 8                             | (34 %)                        | -                             | 1                             | -                             |
| Feldspieler                   |                               |                               |                               |                               |                               |                               |                               |                               |
| 2                             | Pascal Hens                   | HSV Hamburg                   | 140 / 408                     | 8                             | 31                            | 1                             | -                             | -                             |
| 3                             | Frank von Behren**            | GWD Minden                    | 161 / 353                     | 2                             | -                             | 2                             | 2                             | -                             |
| 4                             | Oliver Roggisch**             | Rhein-Neckar Löwen            | 77 / 23                       | 6                             | 1                             | 5                             | 8                             | 1                             |
| 5                             | Dominik Klein                 | THW Kiel                      | 54 / 114                      | 8                             | 9                             | -                             | -                             | -                             |
| 6                             | Rolf Hermann*                 | TBV Lemgo                     | 24 / 40                       | 1                             | 1                             | -                             | -                             | -                             |
| 8                             | Sebastian Preiß               | TBV Lemgo                     | 88 / 214                      | 7                             | 10                            | 1                             | 4                             | -                             |
| 10                            | Oleg Velyky*                  | HSV Hamburg                   | 37 / 122                      | 1                             | 2                             | -                             | -                             | -                             |
| 11                            | Holger Glandorf               | HSG Nordhorn                  | 70 / 216                      | 8                             | 36                            | 1                             | 2                             | -                             |
| 13                            | Markus Baur                   | TBV Lemgo                     | 220 / 684                     | 8                             | 28 / 16                       | 1                             | 1                             | -                             |
| 14                            | Christian Zeitz               | THW Kiel                      | 147 / 437                     | 8                             | 12                            | 1                             | 3                             | -                             |
| 15                            | Torsten Jansen                | HSV Hamburg                   | 131 / 356                     | 8                             | 23 / 5                        | 5                             | -                             | -                             |
| 17                            | Andrej Klimovets              | Rhein-Neckar Löwen            | 49 / 126                      | 8                             | 20                            | 3                             | 5                             | -                             |
| 18                            | Michael Kraus                 | TBV Lemgo                     | 51 / 126                      | 8                             | 17                            | -                             | 1                             | -                             |
| 19                            | Florian Kehrmann              | TBV Lemgo                     | 202 / 739                     | 7                             | 32                            | 2                             | 1                             | -                             |
| 21                            | Lars Kaufmann                 | TBV Lemgo                     | 39 / 71                       | 7                             | -                             | 1                             | -                             | -                             |
| 22                            | Stefan Schröder               | HSV Hamburg                   | 39 / 71                       | 1                             | 3                             | -                             | 2                             | -                             |
|                               |                               | Gesamt                        | 1824 / 4102                   | 8                             | 224 / 21                      | 23                            | 31                            | 1                             |
| Trainer/Betreuer              |                               |                               |                               |                               |                               |                               |                               |                               |
|                               | Heiner Brand                  |                               | Trainer                       |                               |                               |                               |                               |                               |
|                               | Martin Heuberger              |                               | Co-Trainer                    |                               |                               |                               |                               |                               |

* nach der Vorrunde nachnominiert/gestrichen (Hermann/Velyky)

** nach der Hauptrunde nachnominiert/gestrichen (von Behren/Roggisch)

## Vorrundenspiele (Gruppe C)
In der Vorrunde traf die deutsche Mannschaft auf Belarus, Ungarn und Spanien.

### DeutschlandDeutschland 34:26 (16:13) BelarusBelarus 1995
(17. Januar in Bergen, Haukelandshallen)
DEU: Henning Fritz, Johannes Bitter – Markus Baur (7/5), Holger Glandorf (5), Andrej Klimovets (4), Dominik Klein (4), Florian Kehrmann (4), Pascal Hens (3), Torsten Jansen (2), Michael Kraus (2), Oleg Velyky (2), Christian Zeitz (1), Oliver Roggisch, Sebastian Preiß
BLR: Wital Feschtschanka, Andrej Krajnou – Barys Puchouski (10/1), Sjarhej Harbok (4), Aljaxej Ussik (4), Iwan Brouka (4/2), Uladsimer Klimawez (2), Maxim Babitschau (1), Aljaxej Wassiljeu (1), Maxim Karschakewitsch, Sjarhej Uboschanka, Jury Hramyka, Aljaxandr Zitou, Andrej Kurtschau

### Ungarn 24:28 (12:13) DeutschlandDeutschland
(19. Januar in Bergen, Haukelandshallen)
UNG: Nenad Puljezević, Nándor Fazekas – Tamás Mocsai (4), Balázs Laluska (4), Ferenc Ilyés (4), Gyula Gál (3), Gábor Császár (3/2), László Nagy (3), Péter Gulyás (2), Nikola Eklemović (1), Szabolcs Zubai, Szabolcs Törő, Gergő Iváncsik, Gábor Herbert
DEU: Henning Fritz, Johannes Bitter – Torsten Jansen (5), Markus Baur (5/4), Pascal Hens (4), Sebastian Preiß (3), Holger Glandorf (3), Florian Kehrmann (3), Andrej Klimovets (2), Michel Kraus (2), Christian Zeitz (1), Lars Kaufmann, Oliver Roggisch, Dominik Klein

### DeutschlandDeutschland 22:30 (12:12) SpanienSpanien
(20. Januar in Bergen, Haukelandshallen)
DEU: Henning Fritz, Johannes Bitter – Holger Glandorf (4), Florian Kehrmann (4), Andrej Klimovets (4), Markus Baur (3/1), Christian Zeitz (2), Dominik Klein (2), Sebastian Preiß (1), Pascal Hens (1), Michael Kraus (1), Lars Kaufmann, Torsten Jansen, Oliver Roggisch
SPA: José Javier Hombrados, José Manuel Sierra – Juan García (8/2), Alberto Entrerríos (3), Julen Aguinagalde (3), Rubén Garabaya (3), Albert Rocas (3), Ion Belaustegui (3), David Davis (2), Mariano Ortega (2), Raúl Entrerríos (2), Iker Romero (1), Asier Antonio, José María Rodríguez

## Hauptrundenspiele (Gruppe II)
In der Hauptrunde traf die deutsche Mannschaft auf Island, Frankreich und Schweden.

### DeutschlandDeutschland 35:27 (17:12) IslandIsland
(22. Januar in Trondheim, Trondheim Spektrum)
DEU: Henning Fritz, Johannes Bitter – Holger Glandorf (9), Florian Kehrmann (6), Pascal Hens (5), Sebastian Preiß (4), Markus Baur (3/2), Torsten Jansen (2), Andrej Klimovets (2), Christian Zeitz (2), Dominik Klein (2), Lars Kaufmann, Oliver Roggisch, Michael Kraus
ISL: Birkir Ívar Guðmundsson, Hreidar Guðmundsson – Ólafur Stefánsson (8/4), Guðjón Valur Sigurðsson (6), Vignir Svavarsson (4), Alexander Petersson (4), Snorri Guðjónsson (2), Hannes Jón Jónsson (1), Logi Geirsson (1), Einar Hólmgeirsson (1), Bjarni Fritzson, Ásgeir Örn Hallgrímsson, Sigfús Sigurðsson, Róbert Gunnarsson

### DeutschlandDeutschland 23:26 (10:11) FrankreichFrankreich
(23. Januar in Trondheim, Trondheim Spektrum)
DEU: Henning Fritz, Johannes Bitter – Michael Kraus (6), Torsten Jansen (5/2), Florian Kehrmann (4), Holger Glandorf (2), Pascal Hens (2), Christian Zeitz (2), Markus Baur (1), Andrej Klimovets (1), Sebastian Preiß, Lars Kaufmann, Oliver Roggisch, Dominik Klein
FRA: Daouda Karaboué, Thierry Omeyer – Nikola Karabatić (8), Jérôme Fernandez (7/1), Daniel Narcisse (6), Luc Abalo (2), Olivier Girault (1), Bertrand Gille (1), Didier Dinart (1), Cédric Paty, Sébastien Ostertag, Christophe Kempe, Fabrice Guilbert, Guillaume Gille

### DeutschlandDeutschland 31:29 (16:18) SchwedenSchweden
(24. Januar in Trondheim, Trondheim Spektrum)
DEU: Henning Fritz, Johannes Bitter – Holger Glandorf (7), Pascal Hens (7), Markus Baur (5/4), Florian Kehrmann (5), Andrej Klimovets (4), Christian Zeitz (2), Sebastian Preiß (1), Lars Kaufmann, Torsten Jansen, Oliver Roggisch, Michael Kraus, Dominik Klein
SWE: Tomas Svensson, Dan Beutler – Kim Andersson (9), Martin Boquist (6), Jan Lennartsson (4/1), Dalibor Doder (3), Henrik Lundström (2/2), Oscar Carlén (1), Robert Arrhenius (1), Jonas Källman (1), Jonas Larholm (1/1), Marcus Ahlm (1), Johan Petersson, Magnus Jernemyr

## Halbfinale
Im Halbfinale traf die deutsche Mannschaft auf den Erstplatzierten der Hauptrundengruppe I, Dänemark.

### DanemarkDänemark 26:25 (10:13) DeutschlandDeutschland
(26. Januar in Lillehammer, Håkans Hall)
DÄN: Kasper Hvidt, Peter Henriksen – Lars Christiansen (6/3), Michael V. Knudsen (4), Kasper Nielsen (3), Joachim Boldsen (3), Lasse Boesen (3), Jesper Jensen (2), Bo Spellerberg (2), Kasper Søndergaard Sarup (1), Jesper Nøddesbo (1), Lars Jørgensen (1), Hans Lindberg, Lars Krogh Jeppesen
DEU: Henning Fritz, Johannes Bitter – Florian Kehrmann (6), Holger Glandorf (4), Markus Baur (4), Pascal Hens (3), Michal Kraus (3), Torsten Jansen (2), Sebastian Preiß (1), Andrej Klimovets (1), Christian Zeitz (1), Lars Kaufmann, Dominik Klein, Frank von Behren

## Spiel um Platz 3
Im Spiel um Platz 3 traf die deutsche Mannschaft auf den Verlierer des ersten Halbfinals, Frankreich.

### FrankreichFrankreich 36:26 (18:9) DeutschlandDeutschland
(27. Januar in Lillehammer, Håkans Hall)
FRA: Daouda Karaboué, Thierry Omeyer – Olivier Girault (8/5), Daniel Narcisse (7), Nikola Karabatić (6), Luc Abalo (6), Cédric Paty (2), Sébastien Ostertag (2), Christophe Kempe (2), Geoffroy Krantz (1), Jérôme Fernandez (1), Guillaume Gille (1), Fabrice Guilbert, Didier Dinart
DEU: Henning Fritz, Johannes Bitter – Torsten Jansen (7/3), Pascal Hens (6), Stefan Schröder (3), Michael Kraus (3), Holger Glandorf (2), Andrej Klimovets (2), Rolf Hermann (1), Christian Zeitz (1), Dominik Klein (1), Lars Kaufmann, Markus Baur, Frank von Behren